# Woman is the Nigger of the World
«Woman is the Nigger of the World» es una canción compuesta por  John Lennon y Yoko Ono publicada como sencillo en 1972.
La frase que da título al tema fue acuñada por Yoko Ono durante una entrevista en 1967. Dicha canción protesta contra el papel tradicional e inferior de la mujer en la inmensa mayoría de las culturas. Fue prohibida en algunas cadenas de radio por el uso de la palabra "nigger" (que puede traducirse al español como "negro-esclavo"), si bien muchas personas de color, incluido Dick Gregory, apoyaron el lema de la canción. De forma general, la gente tomó el lema como una declaración de valor nominal, incluyendo en su percepción un toque de humor negro.
La cara B del sencillo incluye el tema de Yoko Ono "Sisters O Sisters", extraído igualmente del álbum Some Time in New York City.
Una versión más corta y en formato acústico aparecería en el álbum de 2004 Acoustic, si bien había circulado previamente en numerosos bootlegs como The Complete Lost Lennon Tapes.
John Lennon interpretaría la canción en directo junto a Yoko Ono y el grupo Elephant's Memory en el Dick Cavett Show en mayo de 1972. Debido al controvertido título, los dirigentes de la cadena de televisión ABC solicitaron a Dick Cavett que presentara disculpas al público antes de la canción para prevenir cualquier incidente.
En 2023 el músico español José Riaza crea una adaptación libre en español para su álbum Tribulaciones del éxito relativo.

## Posicionamiento en listas
| Lista (1972)                       | Máxima posición |
| ---------------------------------- | --------------- |
| Bélgica (Flandes) (Ultratop 50)    | 20              |
| Bélgica (Valonia) (Ultratop 50)    | 45              |
| Canadá (RPM Top Singles)           | 73              |
| Dinamarca (IFPI)                   | 9               |
| Estados Unidos (Billboard Hot 100) | 57              |
| Estados Unidos (Cash Box Top 100)  | 93              |
| Italia (Musica e dischi)           | 12              |
| Japón (Oricon Singles Chart)       | 38              |
| Países Bajos (Dutch Top 40)        | 24              |
| Países Bajos (Mega Single Top 100) | 21              |